# Corynocarpus similis
Corynocarpus similis är en tvåhjärtbladig växtart som beskrevs av William Botting Hemsley. Corynocarpus similis ingår i släktet Corynocarpus, och familjen Corynocarpaceae. Inga underarter finns listade i Catalogue of Life.